# Лазино
Лазино (итал. Lasino) — упраздённая коммуна, ныне является фракцией коммуны Мадруццо. Расположена в автономной области Трентино-Альто-Адидже, подчиняется административному центру Тренто.
Население коммуны, на 31.12.2015 года, составляло 1340 человек, плотность населения — 83,46 чел./км². Коммуна занимала площадь 16,06 км². 
Почтовый индекс — 38076. Телефонный код — 0461.
Покровителями коммуны почитаются святые апостолы Пётр и Павел, день их памяти ежегодно отмечается 29 июня.

## История
Муниципалитет Лазино был упразднён 1 января 2016 года, с целью создания новой коммуны Мадруццо, путём объединения с соседним муниципалитетом Калавино.

## Демография
Динамика населения:

## Администрация коммуны
- Официальный сайт: http://www.comune.lasino.tn.it/